# Palácio de Woodstock

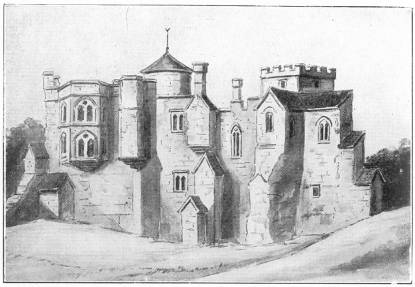
Woodstock Palace.

O Woodstock Palace foi um palácio Real da Inglaterra localizado na cidade de Woodstock, no Oxfordshire. 

## História
O título de "palácio", aplicado a este edifício, foi usado pela primeira vez durante o século XII, quando este foi favorecido pelo Rei Henrique I. Em 1129, este monarca criou um zoo nos terrenos. O seu neto, Henrique II, também se afeiçoou a Woodstock, tendo passado ali muito tempo com a sua amante, Rosamund Clifford.
O Woodstock Palace foi destruído durante a Guerra Civil Inglesa. No início do século XVIII, o lugar foi cedido pela Rainha Ana ao Duque de Marlborough, para que aí fosse erguido o Palácio de Blenheim.

## Eventos no Woodstock Palace
Entre os importantes eventos que tiveram lugar no Woodstock Palace incluem-se:
- O casamento de Guilherme I da Escócia com a princesa inglesa Ermengarde de Beaumont (5 de Setembro de 1186);
- O nascimento de Edmundo, filho mais novo do Rei Eduardo I (1301);
- O nascimento de Eduardo, o Príncipe Negro (1330);
- O casamento de Maria Plantageneta, filha de Eduardo III, com João V, Duque da Bretanha (1361);
- Aprisionamento da futura Rainha Isabel I de Inglaterra (1554).